# Misael Alvarado Páucar
Misael Albino Alvarado Páucar es un ingeniero y político peruano. Fue alcalde provincial de Leoncio Prado entre 1996 y 1998.
Nació en Tingo María, Perú el 17 de diciembre de 1951, hijo de Víctor Alvarado Santos y Eladia Páucar Sánchez. Cursó sus estudios primarios entre Luyandoy Daniel Alomía Robles y los secundarios en Luyando. Entre 1971 y 1976 cursó estudios superiores de ingeniería zootecnista en la Universidad Nacional Agraria de la Selva y entre 2003 y 2005 la maestría en gestión de desarrollo social en la Universidad Nacional Hermilio Valdizán de la ciudad de Huánuco.
Su primera participación política fue en las elecciones municipales de 1993 cuando se presentó como candidato a la alcaldía provincial de Leoncio Prado sin obtener la elección. Reiteró su candidatura en las elecciones municipales de 1995 en las que resultó electo. Tentó su reelección al cargo de alcalde provincial en las elecciones de 1998, 2002 y 2010 sin obtener éxito en ninguna de éstas oportunidades. En el año 2000 fue candidato a congresista por Perú Posible en las elecciones generales sin éxito. En las elecciones regionales del 2014 se presentó como candidato de Fuerza Popular a la vicepresidencia regional de Huánuco junto a Karina Beteta quien era candidata a presidente regional quedando en séptimo lugar. Finalmente, en las elecciones regionales del 2018 postuló por Acción Popular como candidato a accesitario al Consejo regional por la provincia de Leoncio Prado sin  éxito.